# Care Heights
Die Care Heights sind eine Gruppe größtenteils vereister Gipfel und Bergrücken, die auf der Alexander-I.-Insel  nördlich des Tufts-Passes bis zu 1500 m hoch aufragen und das südliche Ende der Rouen Mountains darstellen.
Erstmals aus der Luft fotografiert wurden sie bei der Ronne Antarctic Research Expedition (1947–1948) unter der Leitung des US-amerikanischen Polarforschers Finn Ronne. Diese Aufnahmen dienten 1960 dem britischen Geographen Derek Searle vom Falkland Islands Dependencies Survey der Kartierung. Weitere Positionsbestimmungen folgten mittels Luftaufnahmen der United States Navy zwischen 1966 und 1967 und durch Landsat-Aufnahmen im Januar 1974. Das UK Antarctic Place-Names Committee benannte die Care Heights 1977 nach Bernard William „Bernie“ Care (* 1951), Geologe des British Antarctic Survey auf der Stonington-Insel von 1973 bis 1975, auf der Adelaide-Insel von 1975 bis 1976 sowie auf der Alexander-I.-Insel von 1976 bis 1977.